# Paradiskullen

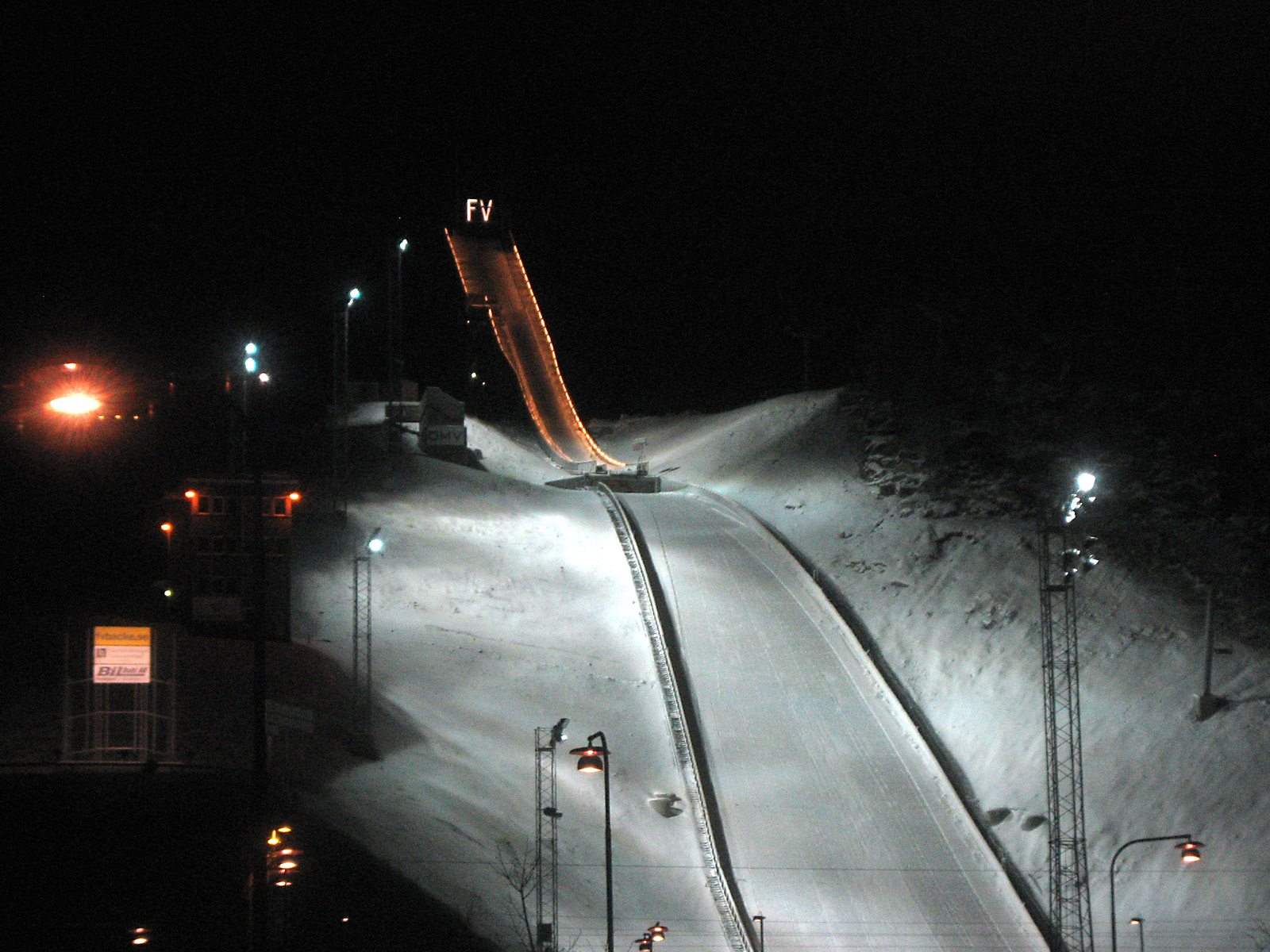
Paradiskullen om natten, 15 december 2010

Paradiskullen är en välkänd backhoppningsanläggning på Varvsberget i Örnsköldsvik. Den största backen, K90, syns från stadens centrum, medan de mindre träningsbackarna ligger lite högre upp på Varvsberget. Förutom K90-backen finns backar K10, K20, K35 och K55. Alla backarna är plastbelagda och kan användas sommar såväl som vinter.

## Historia
Första hoppbacken vid Paradiskullen byggdes 1910. 1913 byggdes en backe där det hoppades 22 meter. Svenska mästerskapen arrangerades i Örnsköldsvik 1927. Backhoppningsanläggningen byggdes om 1961. Modernisering av backen utfördes 1991/1992. Då Botniabanan byggdes flyttades normalbacken ungefär 40 meter västerut sedan berget först sprängts ur. De mindre backarna på platsen revs och nya byggdes högre upp på berget. Anläggningen nyöppnades oktober 2005.
Normalbacken i Paradiskullen användes under junior-VM 1980. Mellan 1985 och 1994 arrangerades sex världscupdeltävlingar i backen. Paradiskullen används som träningscentrum för svenska och, sedan 2008, norska backhoppare. Backhoppingselever på Nolaskolan i Örnsköldsvik tränar också i Paradiskullen.
Backarna ägs av IF Friska Viljor. Framstående backhoppare från orten och IF Friska Viljor har gjort Örnsköldsvik känt för backhoppning.

## Backrekord
Officiellt backrekord tillhör Lauri Asikainen från Finland. Han hoppade 102,0 meter 3 februari 2007. Backrekordet på plast sattes av finländaren Anssi Koivuranta 29 augusti 2010 då han hoppade 104,5 meter i en tävling i FIS-cupen.

## Viktiga tävlingar
Alla tävlingarna arrangerades i den gamla backen.
| Datum            | Vinnare                     | Andra plats                          | Tredje plats                 | Tävling   |
| ---------------- | --------------------------- | ------------------------------------ | ---------------------------- | --------- |
| 28 februari 1980 | Steve Collins, Kanada       | Vladimir Bojarintsjev, Sovjetunionen | Andreas Felder, Österrike    | Junior-VM |
| 5 mars 1985      | Jiří Parma, Tjeckoslovakien | Miran Tepeš, Jugoslavien             | Masahiro Akimoto, Japan      | Världscup |
| 4 mars 1987      | Ari-Pekka Nikkola, Finland  | Andreas Felder, Österrike            | Didier Mollard, Frankrike    | Världscup |
| 8 mars 1989      | Jens Weissflog, Östtyskland | Ari-Pekka Nikkola, Finland           | Jan Boklöv, Sverige          | Världscup |
| 7 mars 1990      | Andreas Felder, Österrike   | Werner Haim, Österrike               | Thomas Klauser, Västtyskland | Världscup |
| 4 mars 1992      | Ernst Vettori, Österrike    | Noriaki Kasai, Japan                 | Mikael Martinsson, Sverige   | Världscup |
| 9 mars 1994      | Roberto Cecon, Italien      | Kenji Suda, Japan                    | Jens Weissflog, Tyskland     | Världscup |